# Упленген
Упленген (њем. Uplengen) општина је у њемачкој савезној држави Доња Саксонија. Једно је од 19 општинских средишта округа Лер. Према процјени из 2010. у општини је живјело 11.448 становника. Посједује регионалну шифру (AGS) 3457020.

## Географски и демографски подаци
Упленген се налази у савезној држави Доња Саксонија у округу Лер. Општина се налази на надморској висини од 6 метара. Површина општине износи 148,8 km². У самом мјесту је, према процјени из 2010. године, живјело 11.448 становника. Просјечна густина становништва износи 77 становника/km².